# Desdémone (lune)
Pour les articles homonymes, voir Desdémone.
Desdémone (U X Desdemona) est un satellite naturel d'Uranus du groupe de Portia.
Desdémone fut découverte en 1986 par la sonde Voyager 2 d'où sa désignation temporaire S/1986 U 6. Excepté ses caractéristiques orbitales et une estimation de ses dimensions, on ne connaît que peu de chose à son sujet. Desdémone risque d'entrer en collision avec, Cressida ou Juliette, deux de ses voisines satellites et ce, dans les prochaines 100 millions d'années. 
Elle tire son nom de celui de la femme d'Othello dans la pièce Othello ou le Maure de Venise, de William Shakespeare.